# Schnellbomber

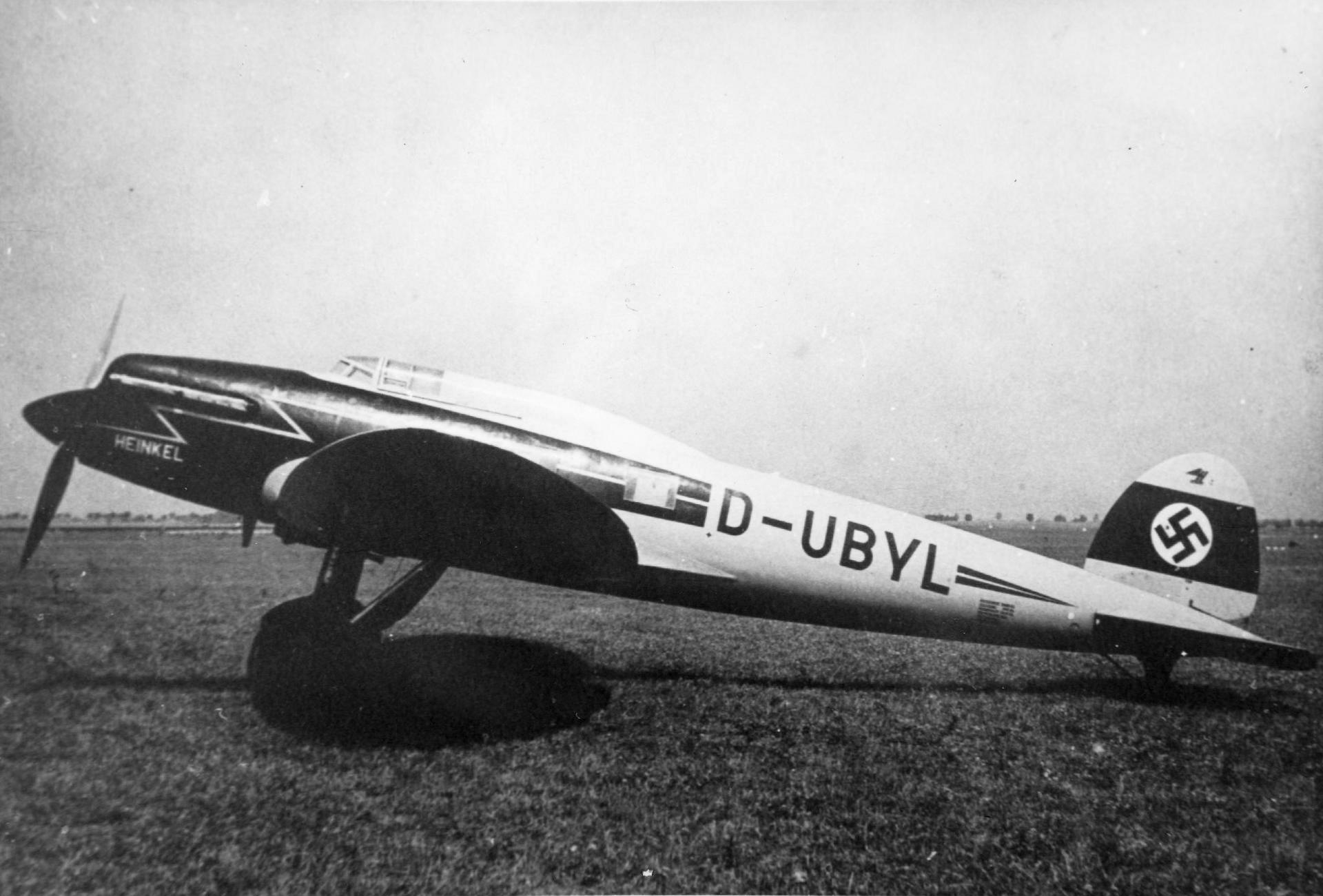
Heinkel He 70

Schnellbomber (em português: bombardeiro rápido) foi um termo da Luftwaffe para designar um bombardeiro rápido. Este conceito foi desenvolvido durante os anos 30 quando se acreditava que um bombardeiro rápido poderia contornar, ultrapassar ou manter-se a uma distância segura de um caça ou interceptor inimigo. Estas características seriam alcançadas omitindo peso excessivo e armamento defensivo, assim como na aposta de uma fuselagem e um design esguio ou aerodinâmico, juntamente com poderosos motores.
A primeira aeronave a ser desenvolvida segundo estes padrões foi um monomotor Heinkel He 70, porém, este foi rapidamente substituído pelo bimotor Dornier Do 17. Durante as competições aéreas de 1937, na Suíça, o Do 17 bateu uma série de recordes, demonstrando a validade do conceito. Contudo, experiências durante a Guerra Civil Espanhola demonstraram que, embora um sucesso durante a guerra, a velocidade do Do 17, quando carregado com equipamento militar para bombardeamento de posições inimigas, era insuficiente para escapar dos caças inimigos, o que fez com que a aeronave sofresse modificações para albergar atiradores e armamento defensivo.

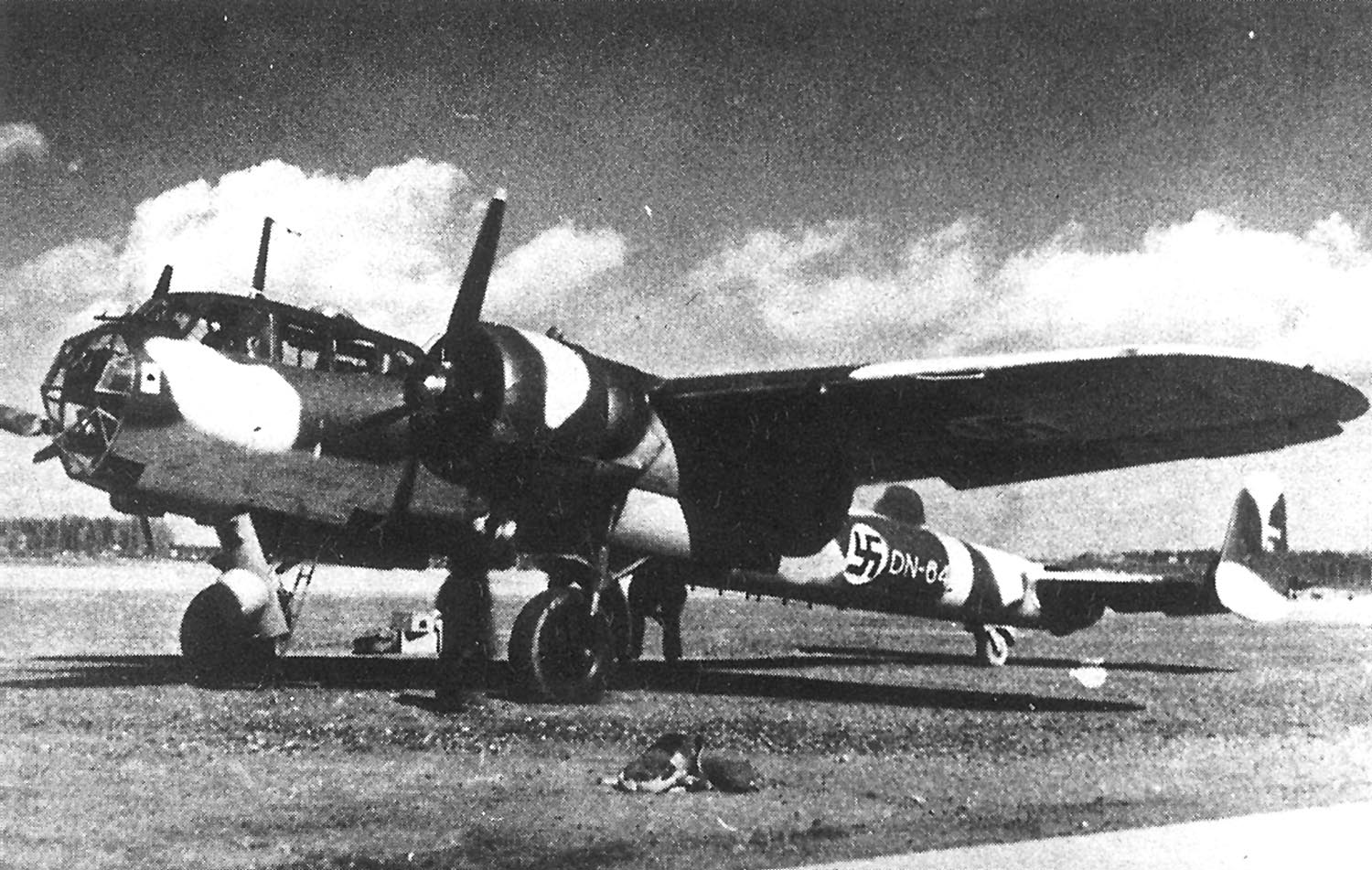
Dornier Do 17

Enquanto o desenvolvimento de bombardeiros ultrapassou temporariamente o desenvolvimento dos caças nos anos 30, o surgimento aeronaves como o Hawker Hurricane e o Supermarine Spitfire, fez com que o Do 17 sofresse imensas baixas; assim, a sua produção foi terminada no final de 1940.
Mesmo assim, os alemães persistiram em tentar criar um Schnellbomber mais avançado, em contraste aos grandes e pesados bombardeiros com armamento defensivo que a RAF e a USAAF produziam e insistiam em desenvolver. Outras aeronaves reconhecidas como Schnellbomber eram o Junkers Ju 88, o Messerschmitt Me 410 e, a que verdadeiramente poderia ter sido um sucesso neste conceito, a aeronave a jato Arado Ar 234 Blitz. Outras aeronaves da Luftwaffe foram originalmente desenvolvidas para serem bombardeiros rápidos, porém foram transferidas para outras missões; estas incluem o Heinkel He 219 como caça nocturno, e o Dornier Do 335, que acabou sendo designado como caça pesado.

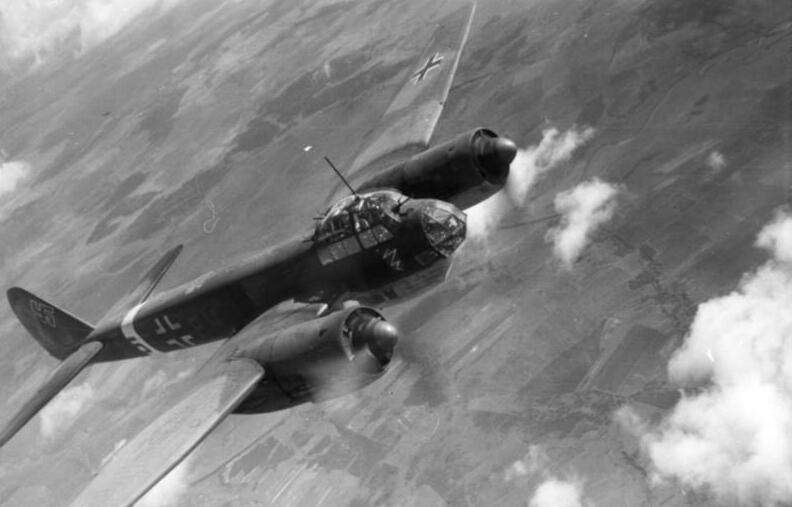
Junkers Ju 88

Para substituir este conceito por um mais moderno e capaz de responder às necessidades militares, outros projectos para bombardeiros começaram a surgir, como o Bomber B, porém, complicações no desenvolvimentos das aeronaves fez com que o projecto fosse abandonado. Em contaste, outro projecto, o Bombardeiro Ural, que procurava desenvolver bombardeiros pesados, com grande capacidade de MTOW e longo alcance, também foi abandonado com a morte do seu visionário Walther Wever.

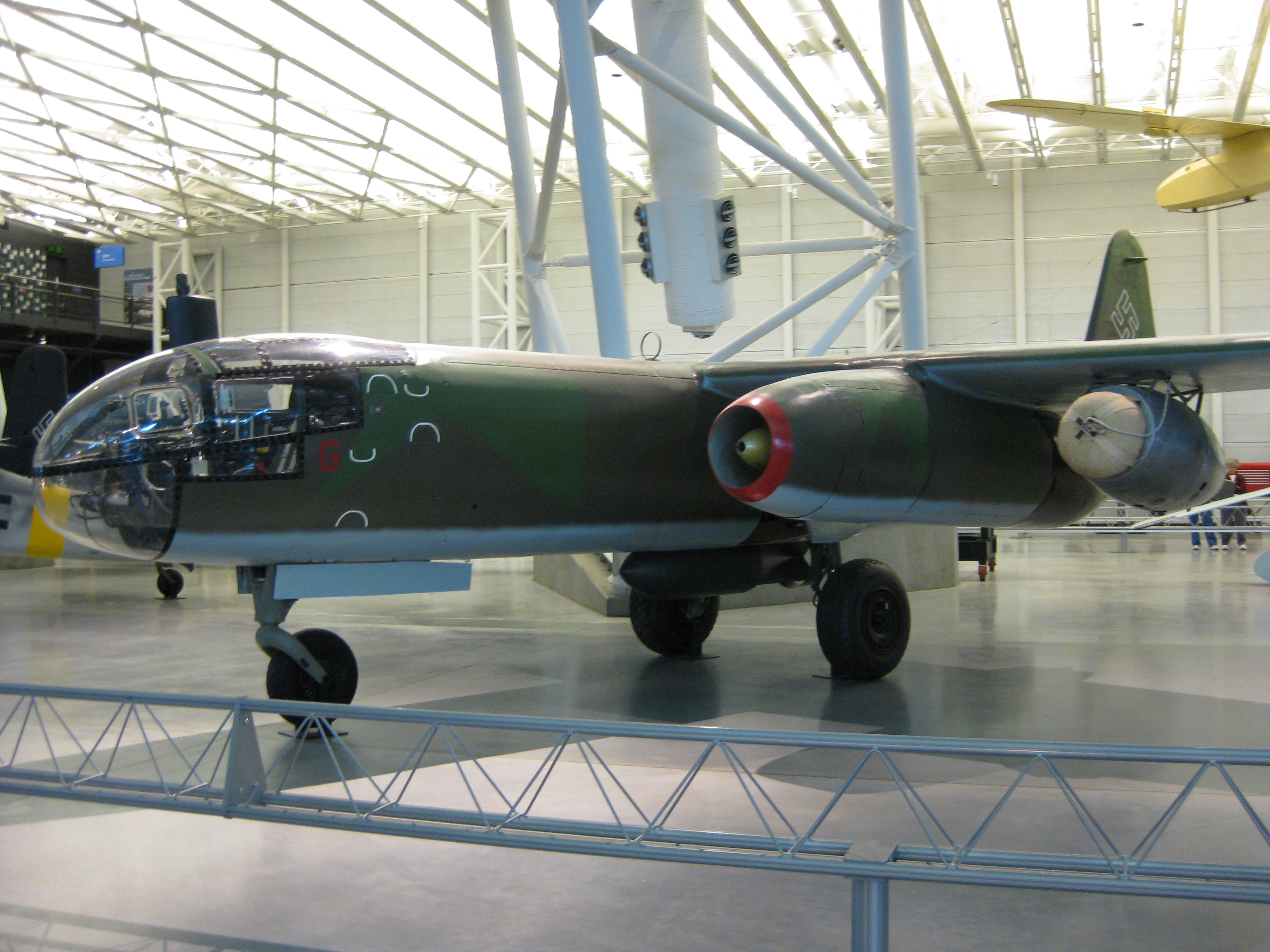
Arado Ar 234

Ironicamente, talvez o Schnellbomber com mais sucesso da guerra tenha sido uma aeronave britânica e não alemã, o de Havilland Mosquito; durante grande parte da guerra, este bimotor manteve uma vantagem de velocidade relativamente a muitas caças que combateram durante a guerra, tem apenas encontrado um adversário à altura quando o Me 262 foi lançado aos céus. No final da guerra, o Mosquito apresentava a mais baixa taxa de baixas, tendo sido a aeronave britânica menos abatida do Comando de Bombardeiros da RAF. Os alemães consideravam o Mosquito uma versão superior dos seus Schnellbomber, tendo sido até inspiração para a construção do Focke-Wulf Ta 154, suja alcunha também era Moskito.